# Phellinus cyclobalanopsidis
Phellinus cyclobalanopsidis är en svampart som beskrevs av T.T. Chang & W.N. Chou 2000. Phellinus cyclobalanopsidis ingår i släktet Phellinus och familjen Hymenochaetaceae.   Inga underarter finns listade i Catalogue of Life.